# Belgium (condado de Ozaukee, Wisconsin)
Belgium es un pueblo ubicado en el condado de Ozaukee en el estado estadounidense de Wisconsin. En el Censo de 2010 tenía una población de 1.415 habitantes y una densidad poblacional de 14,89 personas por km².

## Geografía
Belgium se encuentra ubicado en las coordenadas 43°29′1″N 87°53′27″O / 43.48361, -87.89083. Según la Oficina del Censo de los Estados Unidos, Belgium tiene una superficie total de 95.03 km², de la cual 91.35 km² corresponden a tierra firme y (3.88%) 3.68 km² es agua.

## Demografía
Según el censo de 2010, había 1.415 personas residiendo en Belgium. La densidad de población era de 14,89 hab./km². De los 1.415 habitantes, Belgium estaba compuesto por el 95.9% blancos, el 0.35% eran afroamericanos, el 0.21% eran amerindios, el 1.2% eran asiáticos, el 0.14% eran isleños del Pacífico, el 1.34% eran de otras razas y el 0.85% pertenecían a dos o más razas. Del total de la población el 2.69% eran hispanos o latinos de cualquier raza.